# Petra Thümer
Petra Thümer (* 29. Januar 1961 in Karl-Marx-Stadt) ist eine ehemalige deutsche Schwimmerin, die für die DDR startete.

## Leben
Bei den Olympischen Spielen 1976 in Montreal wurde sie Olympiasiegerin über 400 und 800 m Freistil. Ein Jahr später gewann sie bei den Europameisterschaften 1977 in Jönköping Gold über 200, 400 und 800 m Freistil.
In den Jahren 1976 und 1977 konnte sie den Weltrekord über 400 Meter und 800 Meter Freistil mehrmals verbessern. 1976 wurde sie mit dem Vaterländischen Verdienstorden in Silber ausgezeichnet.

### Rücktritt
Im Jahr 1979 beendete sie ihre Laufbahn und wurde Fotografin. 1987 wurde sie in die Ruhmeshalle des internationalen Schwimmsports aufgenommen.

### DDR-Doping
Offiziell konnte Thümer bei den Schwimmweltmeisterschaften 1978 in West-Berlin wegen einer Verletzung nicht teilnehmen, doch während der Aufarbeitung des staatlich verordneten Zwangsdopings im DDR-Leistungssport durch DDR-Mediziner und Sportfunktionäre im DDR-Dopingprozess 1998 vor dem Landgericht Berlin gegen vier ehemalige DDR-Trainer und Ärzte, wurde bekannt, dass sie bei der Ausweiskontrolle hängen blieb, da ein positiver Dopingtest befürchtet wurde. Beim selben Prozess wurden Akten vorgelegt, welche die Dopingdosierungen von anabolen Steroiden bei Petra Thümer genauestens dokumentieren, womit keine Zweifel mehr am unrechtmäßigen Erreichen ihrer Olympiasiege, Europameistertitel und Weltrekorde gegeben sind.